# Souvigné (Charente)
Souvigné ist eine französische Gemeinde mit 182 Einwohnern (Stand: 1. Januar 2022) im Département Charente in der Region Nouvelle-Aquitaine (vor 2016 Poitou-Charentes); sie gehört zum Arrondissement Confolens und zum Kanton Charente-Nord. Die Einwohner werden Souvinois genannt.

## Geographie
Souvigné liegt etwa 39 Kilometer nordnordwestlich von Angoulême und wird umgeben von den Nachbargemeinden Brettes im Nordwesten und Norden, Villefagnan im Norden und Nordosten, Courcôme im Nordosten und Osten, Bessé im Osten und Südosten, Tusson im Süden, Ébréon im Süden und Südwesten sowie Saint-Fraigne im Südwesten und Westen.

## Bevölkerungsentwicklung
| Jahr                       | 1962 | 1968 | 1975 | 1982 | 1990 | 1999 | 2006 | 2019 |
| Einwohner                  | 300  | 307  | 268  | 235  | 227  | 233  | 244  | 196  |
| Quellen: Cassini und INSEE |      |      |      |      |      |      |      |      |

## Sehenswürdigkeiten
- Kirche Saint-Martin, früheres Priorat, aus dem 12. Jahrhundert

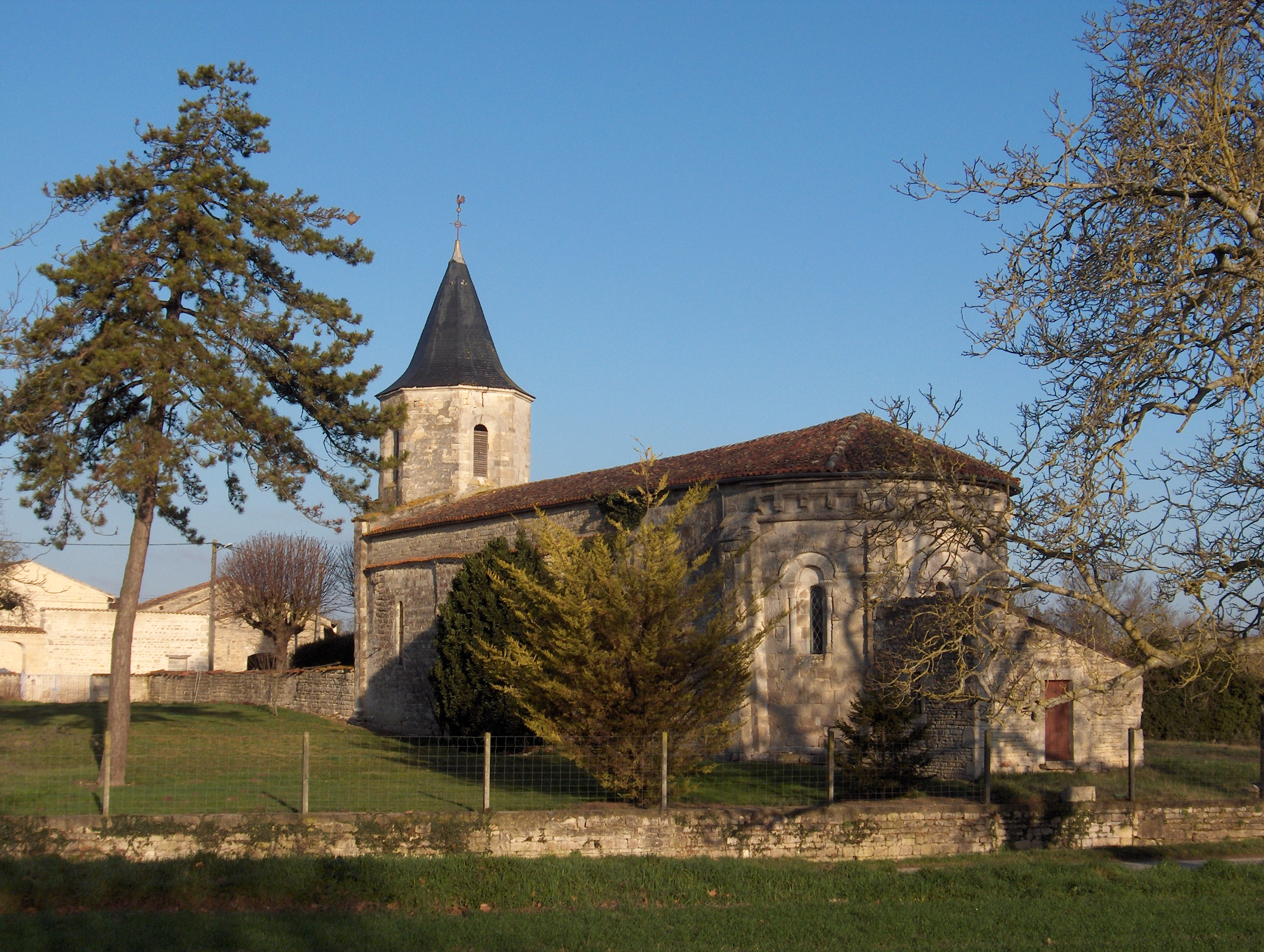
Kirche Saint-Martin